# I'm a Freak
I'm a Freak is een nummer van de Spaanse zanger Enrique Iglesias uit 2014, in samenwerking met de Amerikaanse rapper Pitbull. Het is de zesde single van Sex and Love, het tiende studioalbum van Iglesias.
"I'm a Freak" is een van de vele samenwerkingen tussen Iglesias en Pitbull. Het is een vrolijk nummer dat beschrijft hoe de liedverteller tijdens het uitgaan opgezweept wordt door zijn geliefde. De plaat werd een hit in Iglesias' geboorteland Spanje, waar het de 17e positie bereikte. In Amerika werd de Billboard Hot 100 niet gehaald ook in de Nederlandse hitlijsten viel het nummer buiten de boot, wel bereikte het in Vlaanderen de 60e positie in de tipparade.

## Tracklijst
Muziekdownload
1. "I'm a Freak" (explicit) - 3:38
2. "I'm a Freak" (edited) - 3:38